# Safety Net
Safety Net è un singolo della cantante britannica Bea and her Business, pubblicato il 13 settembre 2024.

## Descrizione
Il brano, scritto dalla stessa cantante con Caroline Ailin e Greg Kurstin, è prodotto da quest'ultimo.

## Video musicale
Il video musicale, diretto da Katie Lambert, è stato pubblicato il 30 settembre 2024 attraverso il canale YouTube della cantante.

## Tracce
Testi e musiche di Bea Wheeler, Caroline Ailin e Greg Kurstin.
1. Safety Net – 3:23

Safety Net (Cry in your bed version)
1. Safety Net (Cry in your bed version) – 4:04

## Formazione
Musicisti
- Bea and her Business – voce
- Greg Kurstin – batteria, pianoforte, basso, percussioni, mellotron, musica per archi, glockenspiel, chitarra a corde di nylon

Produzione
- Greg Kurstin – produzione, ingegneria
- John Greenham – masterizzazione
- Mark "Spike" Stent – missaggio
- Julian Burg – ingegneria
- Matt Tuggle – ingegneria

## Versione italiana
La versione italiana del brano in collaborazione con la cantautrice italiana Sarah Toscano (accreditata come Sarah), è stata pubblicata il 22 novembre 2024.

### Descrizione
La versione italiana vede la partecipazione canora della cantautrice italiana Sarah Toscano (accreditata come Sarah), nella quale canta sia in italiano che in inglese; la partecipazione al brano ha segnato la sua prima collaborazione con un'artista internazionale.

### Tracce
Testi e musiche di Bea Wheeler, Caroline Ailin e Greg Kurstin.
1. Safety Net (feat. Sarah Toscano, accreditata come Sarah) – 3:22